# Presqu'île Saint-Laurent
 (juin 2020).
La presqu'île Saint-Laurent est la presqu'île se trouvant sur la côte de la commune de Porspoder (Finistère, Bretagne, France).
Celle-ci n'est rattachée à la terre ferme que par un mince isthme aux côtés duquel se situent les plages de La Grève Blanche (plage des Dames) et La Grève des Bateaux (Pors Doun), nommée aussi plage des Curés. À la pointe de la presqu'île, il est possible d'admirer au loin le phare du Four. Son extrémité occidentale est située à 1082 kilomètres à vol d'oiseau de l'embouchure du Rio san luigi à Menton (Alpes-Maritimes), ce qui est la plus grande distance à vol d'oiseau possible en France continentale.